# Fabrizio Sabatucci
Fabrizio Sabatucci (Roma, 9 dicembre 1972) è un attore italiano.

## Biografia
Si è formato presso l'accademia Beatrice Bracco a metà degli anni '90 e nel laboratorio teatrale Duse International di Francesca de Sapio. Approfondisce, poi, il metodo di recitazione Meisner con Jon Sperry, acting coach di Russel Crowe, Jessica Lange e Harvey Keitel.
In teatro debutta con lo spettacolo Cosa sono le nuvole nel 1999, con la regia di Claudio Boccaccini.
Nel 2003 ha recitato insieme a Marco Bocci, Riccardo Scarafoni, e Christian Marazziti nello spettacolo Padri di Luca Monti. Il regista Mauro Mandolini lo vuole, nel 2011, per lo spettacolo Intrappolati nella commedia a fianco di Lillo & Greg. Nel 2015 insieme a Sergio Assisi scrive lo spettacolo Oggi sto da Dio che lo vedrà in scena con Assisi e Bianca Guaccero per una lunga tournée nazionale. Nel 2009 fonda la produzione teatrale Formi 4 acronimo dedicato all’attore Daniele Formica insieme a Francesco Venditti, Riccardo Scarafoni e Veruska Rossi con i quali porta in scena, dal 2009, gli spettacoli Lo Potere, Vita morte e miracoli e Il condominio di Giulia, firmati da Daniele Prato, Francesca Staasch e Lorenzo Gioielli.
Nel 2013 ha partecipato al programma radiofonico Citofonare Cuccarini, in onda su Rai Radio 1 e condotto da Lorella Cuccarini, dando vita a diversi personaggi.
Tra i suoi primi lavori in TV ricordiamo Un medico in famiglia per la regia di Tiziana Aristarco. Il debutto al cinema nel 1999 nel film Tre Mogli di Marco Risi dove interpreta Gianni. Nel 2005 è protagonista nel film Il punto rosso, diretto da Marco Carlucci, dove interpreta Riccardo Simeoni, un giovane comico che decide di candidarsi in politica. Il film è presentato fuori concorso, nel 2007, alla Mostra del Cinema di Venezia. Al Chieti Film Festival riceve, dal presidente di giuria, il regista Dario Argento, il premio come miglior attore protagonista per lo stesso film.
Lo rivedremo nei ruoli di coprotagonista di fiction come Distretto di polizia 6 per la regia di Antonello Grimaldi, Benvenuti a tavola accanto a Giorgio Tirabassi e Lorenza Indovina, per la regia di Lucio Pellegrini. Nel 2009 partecipa nel film internazionale Eat Pray Love con Julia Roberts per la regia di Rian Murphy.
Nel 2015 ha recitato nella serie TV Dov’è Mario?, scritta da Mattia Torre con Corrado Guzzanti per Sky Atlantic, nel ruolo di Max Vergara. Nel 2017 prende parte al film Nove lune e mezza diretto da Michela Andreozzi. Nel 2018 ha interpretato l'ispettore Munifici, ruolo da coprotagonista nella seconda stagione della serie TV Rocco Schiavone recitando accanto a Marco Giallini; tornerà con lo stesso ruolo nella sesta stagione. Nello stesso anno ha partecipato alla serie Una pallottola nel cuore 3 recitando con Gigi Proietti. Nell'opera prima di Frank Jerky, La partita, interpreta Paolo, ruolo di coprotagonista del film uscito su Netflix. Nel 2020 interpreta Trepalle nel film D.N.A. - Decisamente non adatti con Lillo & Greg. Sempre nel 2020 ha recitato nella serie Christian in onda su Sky Atlantic nel ruolo di Vittorio, per la regia di Stefano Lodovichi. Nel 2021 ha incontrato nuovamente la regia di Michela Andreozzi prendendo parte alle scene di Genitori vs Influencer. Su Amazon Prime Video ha interpretato, nel 2022, il padre di Carlo Mazzone nel docu-film Come un padre, per la regia di Alessio Di Cosimo.

## Filmografia

### Cinema
- Bibo per sempre, regia Enrico Coletti (2000)
- Mari del sud, regia Marcello Cesena (2000)
- Tre mogli, regia di Marco Risi (2000)
- Cuore sacro, regia Ferzan Özpetek (2005)
- Il punto rosso, regia Marco Carlucci (2007)
- Scrivilo sui muri, regia Giancarlo Scarchilli (2007)
- Albakiara - Il film, regia Stefano Salvati (2008)
- Eat Pray Love, regia Ryan Murphy (2009)
- La vita è una cosa meravigliosa, regia Carlo Vanzina (2010)
- Il padre e lo straniero, regia Ricky Tognazzi (2010)
- Piazza Giochi, regia Marco Costa (2010)
- Febbre da fieno, regia Laura Luchetti (2010)
- Roma nuda, regia di Giuseppe Ferrara (2012) – proiezione privata a Roma[1]
- Ganjia Fiction, regia Mirko Virgili (2015)
- Torno indietro e cambio vita, regia Carlo Vanzina (2015)
- Ovunque tu sarai, regia di Roberto Capucci (2016)
- La banda dei tre, regia di Francesco Dominedò (2016)
- Nove lune e mezza, regia di Michela Andreozzi (2017)
- La partita, regia di Frank Jerky (2018)
- Compromessi sposi, regia di Francesco Miccichè (2019)
- Domani è un altro giorno, regia di Simone Spada (2019)
- A Tor Bella Monaca non piove mai, regia di Marco Bocci (2019)
- D.N.A. - Decisamente Non Adatti, regia di Lillo e Greg (2019)
- Genitori vs influencer, regia di Michela Andreozzi (2020)
- Dicono di te, regia di Umberto Carteni (2022)

### Televisione
- La strada segreta, regia Claudio Sestrieri – serie TV (1996)
- Un medico in famiglia 2, regia Tiziana Aristarco – serie TV (1997)
- Via Zanardi 33, regia Antonello De Leo – serie TV (2000)
- Il destino ha 4 zampe, regia Tiziana Aristarco – film TV (2002)
- Carabinieri 2, regia Raffaele Mertes – serie TV (2004)
- Incantesimo, regia Alessandro Cane – soap opera (2004)
- Diritto di difesa, regia Gianfrancesco Lazotti – serie TV (2004)
- Grandi domani, regia Vincenzo Terracciano – serie TV (2004)
- Attacco allo Stato, regia Michele Soavi – miniserie TV (2005)
- La prof. 2, regia Rossella Izzo – serie TV (2005)
- Piper, regia Carlo Vanzina – serie TV (2005)
- Distretto di Polizia 6, regia di Antonello Grimaldi, episodio 6x06 – serie TV (2006)
- I Cesaroni, regia Francesco Vicario – serie TV, episodio 1x03 (2006)
- La terza verità, regia Stefano Reali – miniserie TV (2007)
- Rex, regia Marco Serafini – serie TV (2007)
- Finalmente Natale, regia Rossella Izzo – film TV (2007)
- Raccontami 2, regia Riccardo Donna – serie TV (2008)
- Giochi sporchi, regia David Emmer – serie TV (2009)
- Fratelli detective, regia Rossella Izzo – serie TV (2010)
- Lola & Virginia, regia Alessandro Celli – serie TV (2011)
- Dove eravamo rimasti, regia Ricky Tognazzi – serie TV (2012)
- Mr. Ignis, regia Luciano Manuzzi – serie TV (2012)
- Benvenuti a tavola 2, regia Lucio Pellegrini – serie TV (2012)
- Non chiedere perché, regia Enzo Monteleone – serie TV (2014)
- Col sole negli occhi, regia Pupi Avati – serie TV (2014)
- Una grande Famiglia 3, regia Riccardo Donna – serie TV (2015)
- Dov’è Mario?, regia Edoardo Gabbriellini – serie TV (2015)
- L'Aquila - Grandi speranze, regia Marco Risi – serie TV (2017)
- Rocco Schiavone, regia di Giulio Manfredonia – serie TV, episodi 2x01-6x01 (2018, 2025)
- Don Matteo 11, regia di Alexis Sweet – serie TV (2018)
- Una pallottola nel cuore 3, regia di Luca Manfredi – serie TV (2018)
- L'allieva 2, regia di Fabrizio Costa – serie TV (2018)
- Baby 2, regia di Andrea De Sica – serie TV (2019)
- Alberto, regia di Luca Manfredi – serie TV (2019)
- Svegliati amore mio, regia di Simona Izzo e Ricky Tognazzi – miniserie TV (2020)
- Christian, regia di Stefano Lodovichi – serie TV (2021)
- Come un padre, regia di Alessio Di Cosimo – documentario (2022)
- Se potessi dirti addio, regia di Simona Izzo e Ricky Tognazzi – miniserie TV, episodi 4-6 (2024)
- Marconi - L'uomo che ha connesso il mondo, regia di Lucio Pellegrini – miniserie TV, episodio 4 (2024)
- Vincenzo Malinconico, avvocato d'insuccesso, regia di Luca Miniero – serie TV, episodio 2x02 (2024)
- Doppio gioco, regia di Andrea Molaioli – miniserie TV, puntata 1 (2025)

### Cortometraggi
- Dediche d' amore, regia di Alessandro Merluzzi (2004)
- T.L.T., regia di Dario Acocella (2007)
- Boomerang, regia di Alessio De Leonardis (2007)
- La partita, regia di Frank Jerky (2015)
- Star Cuoc, regia di Dario Acocella (2015)

## Teatro
- Il vizietto, regia Fiammetta Fiammeri (1996)
- Il settimo si riposò, regia Antonello Setzu (1998)
- Cosa sono le nuvole, regia Claudio Boccaccini (2001)
- Un minuto di silenzio, regia Luca Monti (2004)
- Padri, regia Luca Monti (2005)
- Camere da letto, regia Federico Vigorito (2005)
- Come rimaniamo, regia Luca Monti (2006)
- Non lo dico a nessuno, regia Luca Monti (2008)
- Ay Carmela, regia Mauro Mandolini (2008)
- Ultima stagione in serie A, regia Mauro Mandolini (2009)
- Intrappolati nella commedia, regia Mauro Mandolini (2010)
- La fine della fiera, regia Riccardo Scarafoni (2010)
- Lo Potere, regia Riccardo Scarafoni (2012)
- Alla ricerca della romanità perduta, regia Fabrizio Sabatucci (2012)
- Padania libre, regia Marco Costa (2012)
- Sotto casa di Alberto, regia di Fabrizio Giannini (2013)
- Vita, morte e miracoli, regia Riccardo Scarafoni (2014)
- Oggi sto da Dio, regia Mauro Mandolini (2015)
- L'ispettore Drake e il delitto perfetto, regia di Sergio Assisi (2016)
- Prestazioni straordinarie, regia di Massimiliano Vado (2018)
- Vita Morte e Miracoli, regia di Riccardo Scarafoni (2019)
- Alla ricerca della romanità perduta, regia di Fabrizio Sabatucci (2022)
- Il condominio di Giulia, regia di Riccardo Scarafoni (2022)

## Doppiaggio
- Deji LaRay in Bosch (st. 5-7), Bosch: l'eredità
- Chris Ashworth e Jerry Zatarain Jr. in Bosch
- Jacob Pitts in Sneaky Pete
- Anthony Alessandro in The Tick
- Matthew MacCallum in La fiera delle illusioni - Nightmare Alley

## Radio
- Last minute (Rai Radio 1, 2013)
- Citofonare Cuccarini (Rai Radio 1, 2013)
- 610 (Rai Radio 2, 2014)
- Ottovolante (Rai Radio 2 2014)
- 610 (Rai Radio 2, 2017)

## Riconoscimenti
- 2007 – Miglior attore protagonista, Chieti Film Festival per il film Il punto rosso
- 2013 – Premio Sette Colli Giallorossi per Alla ricerca della romanità perduta